# Satpura
Gorovje Satpura (hindijsko सतपुड़ा, Satapuṛā) je gorovje v osrednji Indiji; na severu omejuje Dekansko planoto. Središče gorovja so hribi Pačmarhi s približno 1350 m visokim Dhupgarhom (ali Dhoop Garhom); nekatera manjša mesta so služila kot hribovske postaje za Britance v kolonialnih časih.

## Lega
Gorovje Satpura se začne na zahodu vzhodno od mesta Bharuč v vzhodni zvezni državi Gudžarat, poteka vzdolž meje med Maharaštro in Madja Pradeš severno od Čhatisgarha. Poteka vzporedno z gorovjem Vindhya, od katerega ga ločuje reka Narmada.
Na jugu ga omejuje reka Tapti, na vzhodu pa višavje Chota Nagpur. Gorovje Satpura vključuje tudi hribovje Gavilgarh in Mahadeo ter pogorje Maikal na vzhodu.
Vzhodni del območja prejme več padavin kot zahodni del, vzhodno območje pa skupaj z Vzhodnimi Gati tvori ekoregijo vlažnih listopadnih gozdov vzhodnega visokogorja. Sezonsko suh zahodni del območja, skupaj z dolino Narmada in zahodnim pogorjem Vindhya, je znotraj ekoregije suhih listnatih gozdov doline Narmada.
To gorovje služi kot naravna meja med Maharaštro in zvezno državo Madja Pradeš.
Narmada in Tapti sta glavni reki, ki se izlivata v Arabsko morje. Narmada izvira v vzhodnem delu Madja Pradeš (Indija) in teče proti zahodu čez državo, skozi ozko dolino med gorovjem Vindhya in ostrogi gorovja Satpura. Izliva se v Kambajski zaliv. Tapi (znan tudi kot Tapti) sledi krajšemu, vzporednemu toku, med 80 in 160 kilometri južno od Narmade, teče skozi zvezni državi Maharaštra in Gudžarat, da se izlije v Kambajski zaliv.

## Zgodovina
Skupaj z rekama Narmada in Tapti tvori gorovje Satpura naravno pregrado med severno in južno Indijo, ki je ni lahko premagati. Nekaj prehodnih cest so nadzorovale gorske utrdbe, ki so jim vladali Moguli v 16. in 17. stoletju ter Britanci v 19. stoletju (npr. utrdba Asirgarh).

## Ekologija
Večina območja Satpura je bila močno gozdnata; vendar je bilo območje v zadnjih desetletjih podvrženo postopnemu krčenju gozdov, čeprav ostajajo precejšnji sestoji gozdov. Te gozdne enklave zagotavljajo habitat številnim ogroženim in manj ogroženim vrstam, vključno z bengalskim tigrom (Panthera tigris tigris), močvirskim jelenom (Rucervus duvaucelii), gaurom (Bos gaurus), rdečim volkom (Cuon alpinus), šobarjem (Melursus ursinus), štirirogato antilopo (tetracerus quadricornis) in indijsko antilopo (Antilope cervicapra).
Vendar pa Satpura zdaj slovi po številnih rezervatih tigrov. Nekoč so tu vladali divji indijski sloni in levi ter azijski gepardi (Acinonyx jubatus venaticus).
Na tem območju je bilo določenih več zaščitenih območij, vključno z narodnimi parki Kanha, Penč, Gugamal in Satpura, biosfernim rezervatom Pačmarhi, rezervatom tigrov Melghat in gozdnim rezervatom Bori.
Fundacija Satpura je ljudska organizacija, ki usklajuje prizadevanja za ohranitev območja, ki se še naprej sooča z izzivi zaradi razvojnih in infrastrukturnih projektov, sečnje in divjega lova.